# Ryan Sampson
Ryan Oliver Sampson (Rotherham, 28 november 1985) is een Engelse acteur. Hij is bekend door zijn rol als Alex Venables in de komedieserie After You've Gone.

## Biografie
Sampson werd geboren in Rotherham en speelde tijdens zijn middelbareschooltijd in verschillende schoolproducties. Hij maakte in 2001 zijn debuut in het toneelstuk Edward II in het Crucible Theatre. Een jaar later speelde hij in hetzelfde theater de rol van prins Edward in het toneelstuk Richard III.
In 2003 maakte Sampson zijn televisiedebuut met en gastrol in het tweede seizoen van de serie Wire in the Blood. Een jaar later volgde een gastrol in de serie In Denial of Murder. In 2005 speelde hij de rol van Dennis in het toneelstuk Over Gardens Out in Southwark Playhouse, in hetzelfde jaar speelde hij ook de rol van Franklin in A Brief History of Helen of Troy.
In 2006 speelde Sampson Mozes in het toneelstuk Monsieur Ibrahim & The Flowers of the Qu'Ran en speelde hij gastrollen in de televisieseries Heartbeat en Holby City. Een jaar later kwam zijn grote doorbraak door zijn rol als Alex Venables in de komedieserie After You've Gone. In 2008 stond hij op het toneel bij het Royal National Theatre in de toneelstukken The Miracle en DNA. Ook speelde hij de rol van Luke Rattigan in twee afleveringen van Doctor Who. Een jaar later speelde hij de rol van Ganymedes in het toneelstuk Dido, Queen of Carthage.
In 2010 stond hij op het toneel in de toneelstukken Canary en Brighton Beach Memoirs waarvoor hij genomineerd werd voor een TMA Award in de categorie Beste bijrol in een toneelstuk. Een jaar later had hij een gastrol in de televisieserie Fresh Meat en speelde hij in het toneelstuk The Kitchen Sink de rol van Billy. In 2012 speelde hij Skeets Miller in de musical Floyd Collins en de rol van Shussi in de televisieserie The Work Experience.
In 2013 speelde hij de rol van Grumio in de komedieserie Plebs en de rol van Thomas in de komedieserie Up the Women.

## Filmografie

### Televisieseries
*Exclusief eenmalige gastrollen
- After You've Gone - Alex Venables (2007 - 2008)
- Doctor Who - Luke Rattigan (2 afleveringen, 2008)
- The Work Experience - Shussi (2012)
- Plebs - Grumio (2013)
- Up the Women - Thomas (2013)

- International Standard Name Identifier: 0000 0003 7191 7353
- Library of Congress Control Number: no2010143650
- Virtual International Authority File: 128261592
- WorldCat: E39PBJxWR4FcpxPf63JjW9TJXd